# Прусси

Прусси (нім. Pruzzen або Prußen; лат. Pruzzen Pruteni; лит. Prūsai; пол. Prusowie) — балтський народ, що у IX—XVIII ст. населяв територію нинішнього Вармінсько-Мазурського воєводства Польщі та Калінінградської області Росії. Вони дали ім'я історичній області Пруссії. Говорили нині зниклою прусською мовою.

## Історія
Перші спогади про пруссів містять літописи IX ст., однак прусська народність почала утворюватися вже в V-VI ст., під час Великого переселення народів.
Їх племена у X-XIII століттях були північними сусідами Польщі і часто були в конфлікті з нею через грабіжницькі напади на польські території та свою релігію — язичництво. У 1226 році польський князь Конрад Мазовецький подарував частину своїх земель, Кульмерланд, Тевтонському ордену, щоб той боровся з пруссами. Протягом XIII століття хрестоносці завоювали збройною силою землі пруссів і поступово вони зникли як народ.

### Загальна хронологія давньопрусської історії
Хронологія розвитку давньопрусської народності до захоплення земель Тевтонським орденом.
51—63 — поява на Бурштиновому березі Балтики римських легіонерів, перша згадка про естів в античній літературі (Пліній Старший).
Близько 150 рр. — час максимального експорту естами та венедами бурштину до Риму по Бурштиновому шляху.
180—440 — поява на Самбії груп північнонімецького населення — кімврів.
425—455 — поява на узбережжі Віслинської затоки емісарів гунської держави північногерманського походження, участь естів в походах гунів, розпад, внаслідок Битви при Недао, держави Аттіли і повернення на батьківщину частини естів.
450—475 — формування початків прусської культури.
514 — легендарна дата приходу в прусські землі братів Брутена і Відевута з військом, що стали першими князями пруссів. Легенда підтримується переходом археологічної культури кімврів до появи ознак матеріальної культури північнонімецьких воїнів.
близько 700 — битва на півдні Натангії між пруссами і мазурами, прусси перемогли. Заснування в гирлі р. Ножні торгово-ремісничого центру Трусо, першого в землі пруссів. Через Трусо до Пруссії стало поступати срібло у вигляді монет.
800—850 — прусси стають відомі під таким ім'ям (Баварський географ).
860—880 — Трусо зруйнований вікінгами. Подорож англосакса Вульфстана на західну межу землі пруссів.
983 — перший руський похід на південні околиці землі пруссів.
992 — початок польських походів в землю пруссів.
997 — мученицька смерть 23 квітня на півночі Самбії св. Адальберта, першого християнського місіонера Пруссії.
1009 — смерть на межі Ятвягії і Русі місіонера Бруно Кверфуртського.
1010 — знищення польським королем Болеславом I Хоробрим святилища пруссів Ромува в Натангії.
1014—1016 — похід данського конунга Канута Великого на Самбію, руйнування Каупа.
Кінець XI ст. — відхід прусського війська за межі Самбії, прусси вдираються до сусідів.
1110—1111 — похід польського короля Болеслава III на прусські землі Натангію і Самбію.
1147 — спільний похід руських і польських військ на південну околицю землі пруссів.
Близько 1165 — поява у Новгороді «Прусської» вулиці. похід Болеслава IV в землю пруссів і загибель його війська в Мазурських болотах.
26 жовтня 1206 — була папи Інокентія III про християнізацію пруссів — початок хрестового походу проти пруссів
1210 — останній данський набіг на Самбію.
1222—1223 — хрестові походи польських князів на пруссів.
1224 — прусси переходять р. Віслу і спалюють Оливу і Древеніцу в Польщі.
1229 — польський князь Конрад Мазовецький поступається на 20 років Холмською землею Тевтонскому Ордену.
1230 — перші військові дії німецьких лицарів-братів проти пруссів у замку Фогельзанг. Булла папи Григорія IX, що дає Тевтонському Ордену право хрещення пруссів.
1233 — поразка пруссів в битві при Сиргуні (Помезанія).
1239—1240 — заснування замку Бальга, його облога і деблокада пруссами.
1242—1249 — повстання пруссів проти Ордена в союзі з поморським князем Святополком.
1249 — Христбурзький мирний договір, що юридично закріпив завоювання Орденом південно-західної землі пруссів.
29 вересня 1249 — перемога пруссів під Круке (Натангія).
1249—1260 — друге повстання пруссів.
1251 — зіткнення прусського загону з військом руського князя Данила Галицького коло р. Лика.
1254 — початок походу короля Богемії Оттокара II Перемиського на Самбію.
1255 — заснування замків Кенігсберг і Рагніт.
1260—1283 — третє повстання пруссів.
1283 — захоплення хрестоносцями Ятвягії, що закріпила перемогу Тевтонського Ордену над пруссами.